# Apollo Bay
Apollo Bay ist ein Küstenort im Staat Victoria in Australien, im Colac Otway Shire. Die Gemeinde zählt 1.366 Einwohner. Der Ort ist nach dem Schoner Apollo benannt, der südwestlich im Februar 1846 Schiffbruch erlitt.

## Geografische Lage
Apollo Bay liegt östlich von Cape Otway an der Great Ocean Road in einer weiten Bucht, umgeben von sanften, offenen Hügeln mit Weideland.

## Wirtschaft
Ursprünglich lebte die Gemeinde von Fischerei und Landwirtschaft. Heutzutage ist der Tourismus die Haupteinnahmequelle.

## Sehenswürdigkeiten und Anziehungspunkte
Die Gemeinde verfügt über einen rund 2 km langen, flach ins Meer abfallenden feinen Sandstrand und einen kleinen Bootshafen.
In zentraler Position an der Great Ocean Road gelegen, ist der Ort ein guter Ausgangspunkt für Ausflüge entlang dieser Straße und in den Great Otway National Park.
Von Apollo Bay aus wurde in den 1930er Jahren das erste unterseeische Telefonkabel nach Tasmanien verlegt. An diese Zeit erinnert das Old Cable Station Museum, das in dem 1936 erbauten Kabelhaus untergebracht ist, mit seiner Sammlung von rund 5.000 Fotografien. 1,5 km außerhalb des Ortes bietet das Mariner's Lookout einen weiten Rundblick über das Meer und die Gemeinde mit der umgebenden Landschaft.

## Regelmäßige Ereignisse
Jährlich im März oder April findet das Apollo Bay Music Festival statt. Im Januar wird jährlich die Apollo Bay and Otway District Show veranstaltet.

## Sportvereine
Der Apollo Bay Surf Lifesaving Club, eine für australische Küstenorte typische Vereinigung, wurde 1952 gegründet. Er gehört zum Gesamtverband Life Saving Victoria. Der Apollo Bay Sailing Club bietet Jung und Alt die Möglichkeit, Segeln als Breitensport zu betreiben.